# تینتون فالز (نیوجرسی)
تینتون فالز (به انگلیسی: Tinton Falls) شهری در ایالت نیوجرسی کشور ایالات متحده آمریکا است که جمعیت آن در سرشماری سال ۲۰۱۰ میلادی، ۱۷٬۸۹۲ نفر بوده‌است.